# 灵光寺 (北京)
39°57′09″N 116°10′54″E / 39.952523°N 116.181614°E
灵光寺是位于北京石景山区觉山（俗称“虎头山”）东麓的一座汉传佛教寺院，是八大处的第二处，现位于八大处公园内。 
寺内原有“招仙塔”，后毁于八国联军的炮火。僧人从该塔遗址发现了佛牙舍利一枚。后为收藏佛牙舍利，又于1964年建成了“佛牙舍利塔”。

## 历史

### 沿革
灵光寺始建於唐朝大历年间（766年－779年），初名“龙泉寺”。辽道宗咸雍七年（1071年），丞相耶律仁先之母郑氏为供奉佛牙舍利而出资在寺内建造了“招仙塔”。金世宗大定二年（1162年）重修该寺，将该寺所在山称“觉山”，龙泉寺改称“觉山寺”。明宣宗宣德三年（1428年），因翠华公主葬此，故寺庙重修，并在招仙塔前建“翠微寺”，觉山寺则复名为“龙泉寺”，招仙塔自此又称“翠华公主塔”。明英宗正统年间（1436年－1449年），八大处附近的黄村曾敕建“灵光寺”一座。明宪宗为扩大龙泉寺的规模，乃于成化十四年（1478年）征调中国各地的木材扩建该寺，建成後将龙泉寺的匾额改为“灵光寺”，此名沿用至今。

### 清末民国

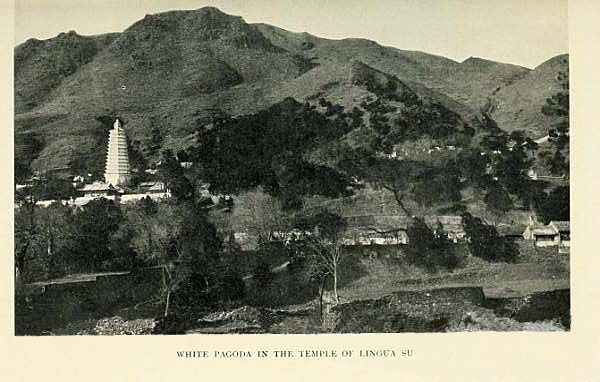
1900年之前的灵光寺，可见招仙塔

明宪宗成化末年，灵光寺再获重修。清朝，八大处各寺不断重修。光绪初年，在灵光寺后的山间建立了韬光庵，庵内有观音崖、放鹤亭，以及一眼甘露泉。
光绪二十六年（1900年）农历三、四月间，义和团在灵光寺建起一个坛口，附近农民常来此习武。农历四月之后，该坛口拳众同其他各地义和团团民进入北京城。农历五月十五日（1900年6月11日），义和团烧毁了北京西山各处外国人的别墅。农历五月十七日（1900年6月13日）之后，灵光寺的义和团活动更加活跃。农历七月二十日（1900年8月14日），八国联军攻入北京，并于七月二十二日（8月16日）占领整个北京城。七月十五日（8月19日），八国联军日军统帅派出步兵一个大队、骑兵一个小队赴馒头村围剿灵光寺的义和团，德军统帅也派步兵三个大队携六门大炮作为日军左翼配合行动。日军开入灵光寺附近的黄村时，遭到义和团200多人分散袭击，八国联军部队因山深林密而不敢追击。八月十七日（9月10日），八国联军部队出彰仪门赴京西镇压义和团，遭到失败。直到八月二十日（9月13日），直隶及北京附近仍有义和团团民万余人。
光绪二十六年八月二十四日（1900年9月17日），八国联军发现灵光寺以及模式口三家店一带有义和团活动，乃于当天出北京城进剿。八国联军潜入翠微山下，突然朝灵光寺开炮，轰毁灵光寺及招仙塔。随后，八国联军冲入灵光寺内，追杀义和团团民，掠夺灵光寺财物，并焚毁未被炮火击毁的灵光寺建筑。灵光寺由此成为一片废墟。但此处的义和团团民并未全部被消灭。农历八月底，八国联军一支部队途经八大处西边的三家店安家村时，遭到该村义和团袭击，八国联军随即调来大炮和马队包围该村，屠杀了该村男女老少全部村民。
八国联军撤离灵光寺后，灵光寺僧众回到该寺废墟。1901年，僧人偶然在废墟中发现招仙塔塔顶露盘，上面刻有“大辽国公尚父令公丞相大王燕国太夫人，咸雍七年工毕”。随后，僧人从招仙塔残存的塔基中挖出一石函，内有沉香木匣一个，匣内有北汉僧人释善慧题写的“释迦佛灵牙舍利”七个字，匣外有释善慧题写的“天会七年四月二十三日”及梵文经咒等等，匣内正中有佛牙一颗。后来，灵光寺重建之后，僧众将佛牙供奉于寺内。
灵光寺的重建是由释圣安主持的。释圣安早年在模式口的承恩寺剃度，后经西山各寺僧众公举为灵光寺住持。经过近20年的募化，释圣安积累了36000两银子，乃于民国八年（1919年）重建灵光寺。此次修建房屋600余间，新寺又被称为“重兴灵光寺”，直称“重兴寺”。该寺合并了同时被八国联军炮击毁灭的灵光寺和翠微寺的寺址。当时，金鱼池进行了扩建，池中修筑水心亭。招仙塔塔基旁，由信士徐鼐霖出资修建了一座楼亭，徐世昌为该亭题写“咸雍亭”匾额，取招仙塔建于辽朝咸雍年间之意。在被毁的放鹤亭旧址上，新建了一座八角亭。在放鹤亭北侧的近崖高台之上，女信士王淑芳于1916年出资开凿了一个山洞，自房山县一座已颓败的寺院中迁来一尊铜佛像，洞名俗称“铜佛洞”。灵光寺历经八国联军炮击幸存的建筑有北院的三座石塔，为清朝乾隆、道光年间灵光寺住持僧人的灵塔（后来1957年为修建佛牙舍利塔而迁至院北的山坡上，今为灵光寺塔院）；北院内的一株相传植于元朝的银杏也是幸存的遗物（今位于佛牙舍利塔旁）。

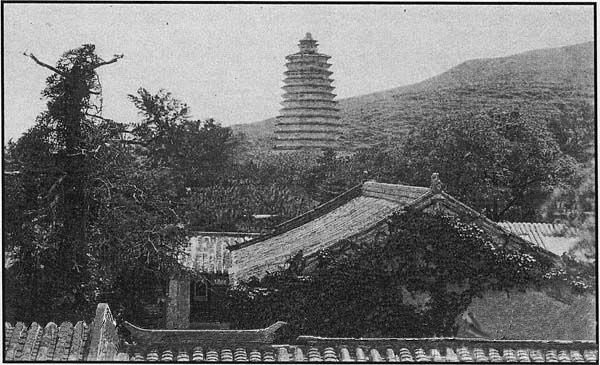
1900年之前的灵光寺，可见招仙塔
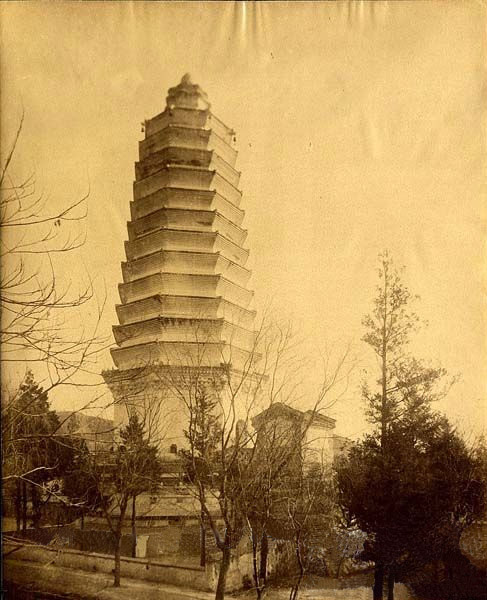
招仙塔旧貌
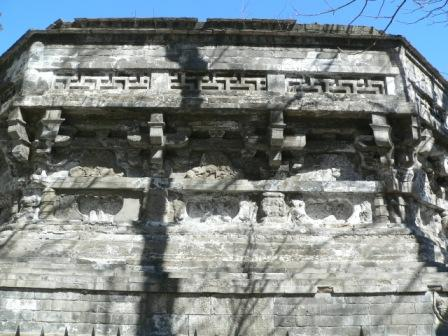
招仙塔遗址

### 中华人民共和国成立后

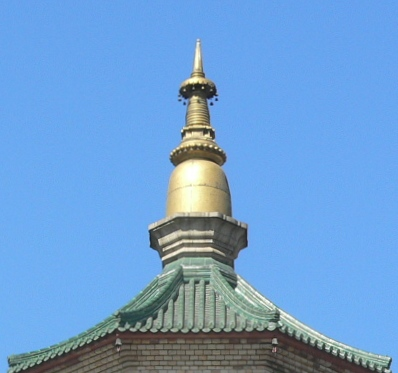
佛牙舍利塔塔刹

中华人民共和国成立后，人民政府接管了八大处。1956年，北京市人民政府将八大处公布为第一批北京市文物保护单位。1955年，中国佛教协会将灵光寺佛牙舍利迎至广济寺舍利阁供奉。同年，缅甸佛教代表团到北京迎请佛牙舍利赴缅甸供奉。1955年10月15日，中国佛教协会副会长赵朴初亲护佛牙舍利赴缅甸，这是佛牙舍利首次到缅甸供奉，缅甸全国盛况空前，社会各界纷纷瞻仰佛牙舍利。8个月之后，缅甸将佛牙舍利奉归中国。1961年，应斯里兰卡佛教界邀请，佛牙舍利又被中国佛教协会护送至斯里兰卡供奉，随后迎回中国。
1957年，中国佛教协会发起成立佛牙舍利塔修建委员会，在招仙塔塔基北侧建新塔。该塔称为“佛牙舍利塔”，供奉灵光寺的佛牙舍利。1959年，在人民政府的支持下，中国佛教协会在招仙塔塔基北侧动工兴建新塔，1964年6月25日落成。同期还修建了山门殿以及东配殿、北配殿。1964年6月24日至25日，中国佛教协会在此举行法会，迎请佛牙舍利入塔并为新建的“佛牙舍利塔”开光。中国佛教协会会长喜饶嘉措主持法会，副会长赵朴初、阿旺嘉措、噶喇藏、巨赞、周叔迦及首都佛教界人士参加法会，柬埔寨、锡兰、印度尼西亚、日本、老挝、蒙古、尼泊尔、巴基斯坦、越南等亚洲各国佛教界均应邀派代表团参加典礼。
文化大革命中，灵光寺佛教活动停止。1979年，中国佛教协会派释海圆到灵光寺守护佛牙舍利塔。1981年後，释海圆带领僧伽修行，严守戒定慧三学，宏扬灵光寺道场。1983年，佛牙舍利塔被定为汉族地区佛教全国重点寺院。灵光寺的建筑和佛像日渐恢复及发展，信徒猛增，香港、澳门、台湾、缅甸及东南亚各国、日本、朝鲜、韩国、英国、法国等各地信众纷至，各国首脑也纷纷来此朝拜。
2003年9月6日，圣辉法师就任灵光寺方丈升座仪式在灵光寺举行，结束了灵光寺数十年来无方丈的历史。升座仪式结束后，中国佛教协会会长一诚、常务副会长圣辉、副会长戒忍等高僧主持了灵光寺千手千眼观音菩萨像开光法会。
2010年开工的佛牙舍利塔内部庄严维修装饰工程于2011年4月竣工。2011年5月21日，由中国佛教协会主办，灵光寺承办的“灵光寺全寺圣像开光庆典暨供佛斋僧法会”在灵光寺举行，开光法会结束后，还举行了中华人民共和国成立以来北京市佛教界的首次供佛斋僧法会。经国家宗教事务局和中国佛教协会批准，自2011年5月21日至6月11日举办佛牙舍利塔开放朝拜活动。

## 佛牙舍利
佛祖释迦牟尼涅槃火化之後，据说留下四颗佛牙舍利，其中一颗传至锡兰（今斯里兰卡），一颗传至乌苌国（今巴基斯坦境内），後又由该国传到于阗（今中国新疆和阗县）。
5世纪中叶，中国南朝高僧法献游至于阗，将此颗佛牙舍利带至南齐首都建康（今南京）。隋朝建立後，佛牙舍利被送至首都长安。五代时，佛牙舍利传到燕京（今北京），由北汉僧人释善慧保存。释善慧曾被宋太祖赐予“宣秘大师”封号。辽道宗咸雍七年八月（1071年），招仙塔建成後，辽道宗亲自将佛牙舍利放在塔基内。
佛牙舍利曾经先后被佛教徒迎请至各地供奉：
- 缅甸：佛牙舍利曾分别于1955年10月15日至1956年6月6日、1994年4月20日至6月5日、1996年12月5日至1997年3月5日、2011年11月6日至12月24日赴缅甸供奉。[6][7]
- 斯里兰卡：1961年6月10日至8月10日，佛牙舍利赴锡兰（今斯里兰卡）供奉。
- 云南：1956年6月8日，佛牙舍利结束首次赴缅甸供奉回到昆明，在圆通寺供奉到7月。此后，到滇南的德宏、耿马、西双版纳地区和滇西北丽江地区巡回供奉。1956年12月10日，佛牙舍利结束在云南的供奉，被迎回北京。 [8]
- 香港：1999年5月20日，香港特别行政区实施佛诞公众假期后的首个佛诞日，中国佛教协会会长赵朴初率团送佛牙舍利到香港供奉。5月29日佛牙舍利回到北京。 [8]
- 泰国：2002年12月15日至2003年3月1日，为祝贺泰国国王普密蓬·阿杜德75岁生日，佛牙舍利赴泰国供奉。[9]

## 建筑

### 招仙塔
招仙塔建于辽咸雍七年（1071年），为八角十层的密檐砖塔，又因塔上有许多佛像的雕刻，故俗称“千佛画像塔”。《日下旧闻考》载:“寺後有塔十层八楼，俗称画像千佛塔， 绕塔基有铁钉龛十六座。塔西有井泉，深广约五尺馀。”
1900年，招仙塔毁于八国联军炮火，现仅存基座。招仙塔塔基西南侧，贴近塔基处有一株古七叶树，约种植于17世纪。

### 佛牙舍利塔

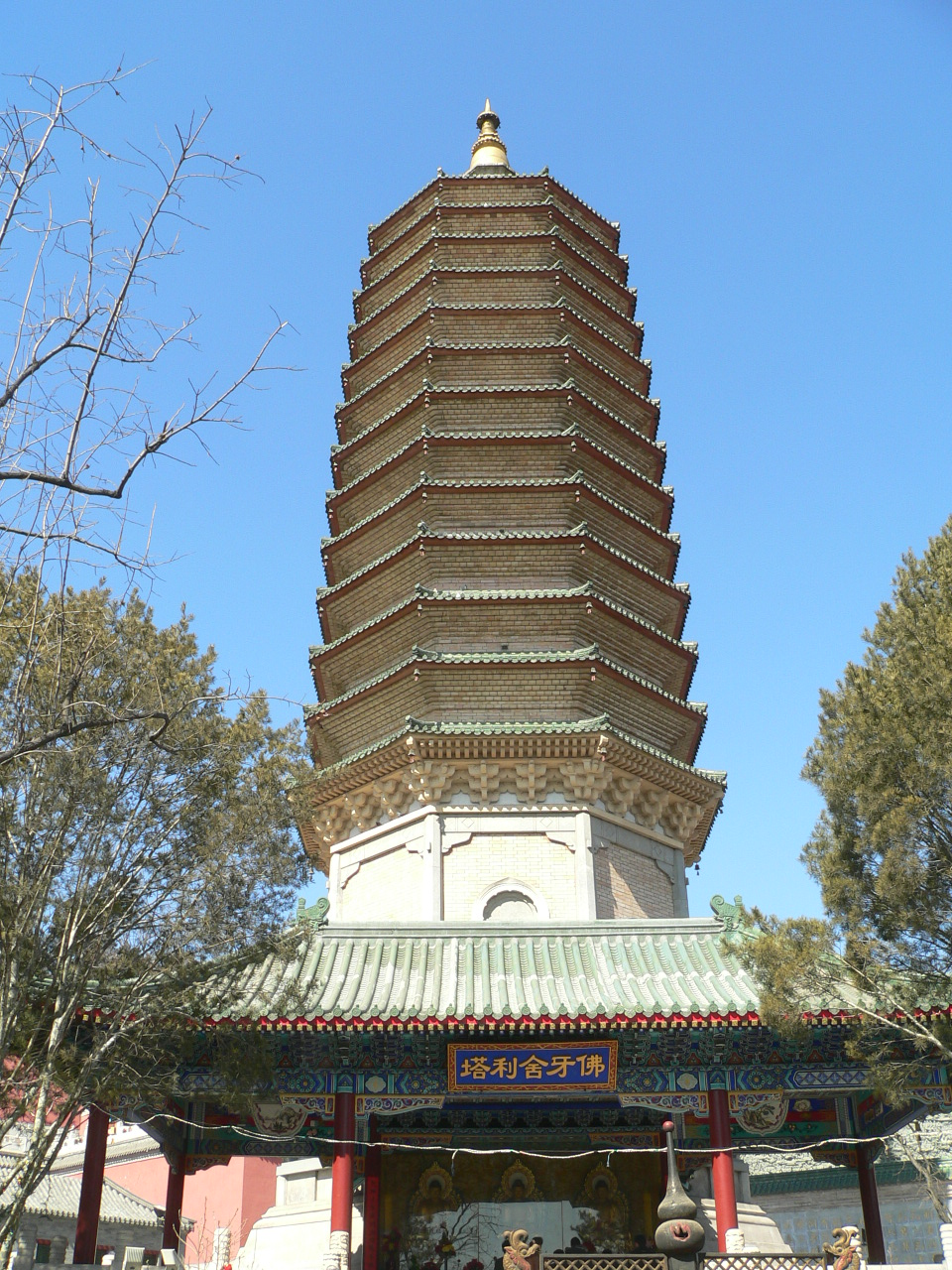
2005年时的佛牙舍利塔及原来的塔厅

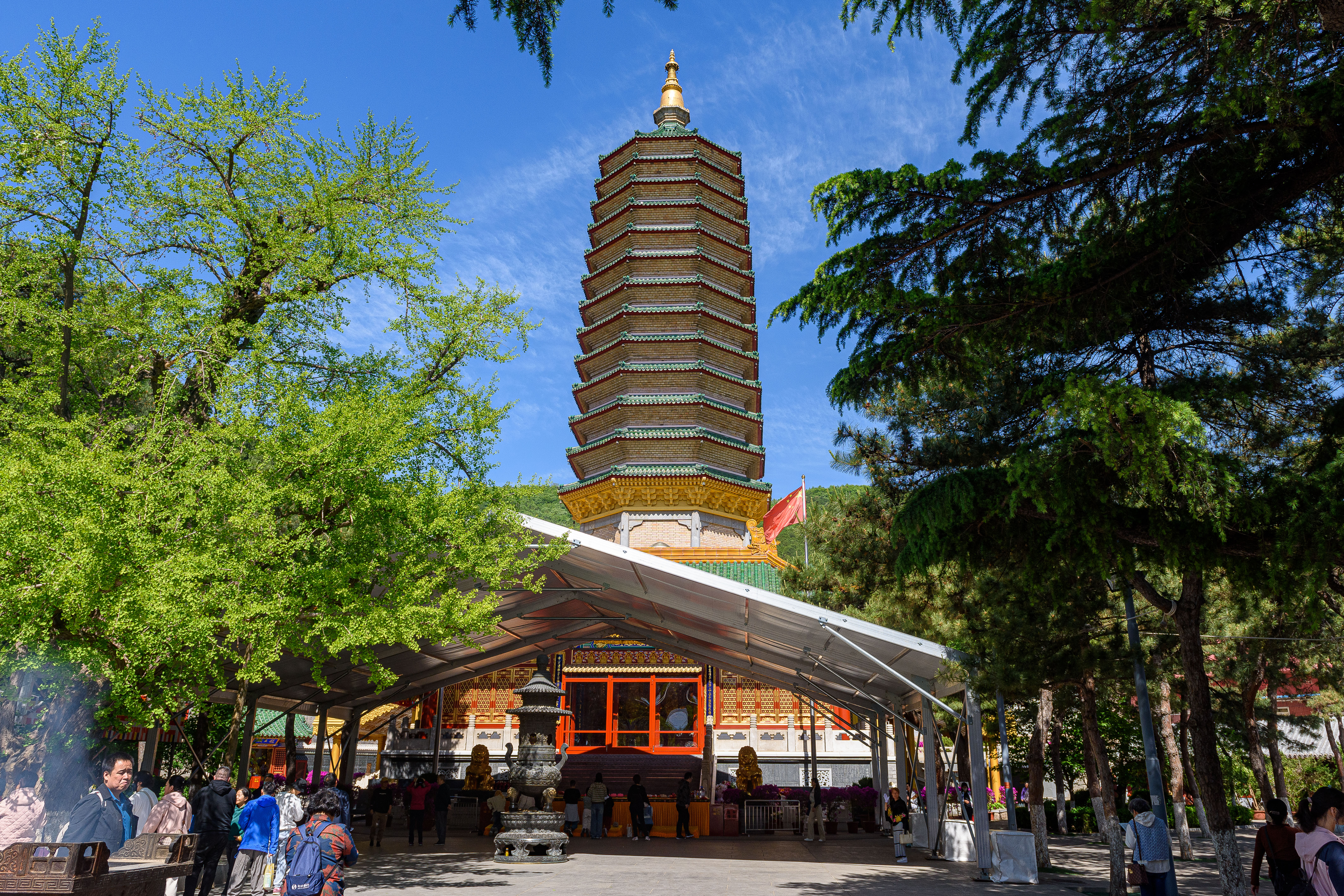
2025年时的佛牙舍利塔

1964年，佛牙舍利塔建成。该塔为八角形密檐式砖塔，共13层，高51米，各层覆绿琉璃瓦，塔刹为一鎏金宝瓶，塔角挂有铜铃。 佛牙舍利塔现已成为八大处的标志之一。佛牙舍利塔修建委員會主任委員趙樸初1960年作《重建佛牙舍利塔記》：
重建佛牙舍利塔記

北京西山靈光寺之西，故有遼塔名招仙，俗名畫像千佛塔。清季庚子之歲，帝國主義八國聯軍入犯，塔毀於炮火后，寺僧掃除瓦礫得石露盤，有文云：大遼國公尚父令公丞相大王燕國太夫人鄭氏造，咸雍七年八月日工畢。旋於塔基獲一石函，啟視有沉香匣，內貯佛牙舍利一顆，匣上題曰釋迦佛靈牙舍利，天會七年四月二十三日記，善慧書。遂奉而藏諸寺案。遼史《道宗本記》咸雍七年八月置佛骨於招仙浮圖，其時日與露盤刻文正合，造塔之燕國太夫人鄭氏，蓋遼相耶律仁先之母，遼史《耶律仁先傳》可考題匣之善慧乃北漢僧人，宋初受宣秘大師贈號名，見《補續高僧傳》。至於天會七年，則北漢劉氏年號，相當於公元九六三年，蓋佛牙舍利初在北漢，後至遼京，咸雍入塔，上距善慧題匣之歲，殆百有餘年，既閟蹟於支提，遂潛光於忉利，八百三十年後，乃重於人間，復以遭世多難，深藏密護於諸寺之中而罕為世知者，又五十年矣。解放以還剝極而復，在中國共產黨宗教政策光輝照耀下，名山古剎、佛窟法藏，昔之任其湮沒傾頹，盜竊破壞者，今皆出榛穢而復舊觀，盛莊嚴而增美奐，中國佛教協會成立，遂於一九五五年具禮恭迎佛牙供奉于廣濟寺舍利閣，自是香華日繼，遐邇踵至，塵鏡衣珠復得曜顯其光彩。是年十月緬甸聯邦專使來華，請奉佛牙舍利周蒞緬土，至則舉國傾動，奔走頂禮，唯恐弗及，緬甸總統致辭於毛主席、周總理、以及中國人民之深情，厚誼備致，其感謝之忱。翌年夏，禮迓歸國，復徇邊疆人民之請，奉以巡行雲南傣族地區，至則信士追攀無閒，童耇膜拜瞻依，觀喜讚嘆，咸稱殊勝者也。一九五七年中國佛教協會復請之政府，於舊塔之北相地鳩工重建，新塔用以奉置佛牙舍利，俾垂久遠。塔凡十三級，高一百五十三尺，經營三載，至一九六零年春始觀厥成，是年歲復次庚子，距舊塔之圯適一周甲，雄傑莊嚴，超軼前代，於以見祖國建設之昌榮，與夫宗教政策之偉大，不獨為人民首都增益壯麗巳也。爰為頌曰： 
寶相輝金，飛簷煥碧，莊嚴國土，天壤今昔，昔庚子壞，今庚子成，一壞一成，觀國之興，既睦我鄰，既敦我族，利樂眾生，千燈永續。
公元一九六零年佛誕日

佛牙舍利塔修建委員會主任委員趙樸初撰並書

佛牙舍利塔前有石阶梯，塔后门上悬挂“缘起”匾额。登上石阶梯，可见塔前拜台上有一座塔厅。该塔厅原同塔同期建造，覆盖绿琉璃瓦，檐下有彩画，厅外正中悬挂“佛牙舍利塔”金字匾额。后来，缅甸政府曾两次捐赠供养灵光寺佛牙舍利塔柚木，用于佛牙舍利塔前塔厅的修建。利用柚木重建的塔厅于2010年完工，改覆绿琉璃瓦黄剪边，取消檐下彩画，厅外正中改悬欧阳中石题写的“佛牙舍利塔”匾额，落款为“中石拜”。2010年6月8日上午，灵光寺举行了欧阳中石题“佛牙舍利塔”揭匾仪式，灵光寺方丈常藏主法，并和欧阳中石共同揭匾。厅内供奉三世佛。
佛牙舍利塔院落为灵光寺最大的院落，周边有诸多殿堂。
- 灵光寺广场：位于山门殿南侧，是一个平整的大广场，地面覆条石。广场南侧为餐厅“招仙素斋”，专营素食。
- 山门殿：山门殿与佛牙舍利塔同期建造，位于佛牙舍利塔院落的东南侧，覆黄琉璃瓦，面朝东南。该殿外远处为登山道，登顶后为灵光寺广场。山门殿前有高台阶，围以汉白玉栏杆，台阶下有两只铜狮。山门殿外悬挂赵朴初题“佛牙舍利塔”匾额。殿内祀释迦牟尼铜质鎏金像，为1989年7月泰国佛教界赠送，泰国僧王颂得帕耶纳桑文于1993年6月22日为该佛像开光。[12][13]两旁对联为“有慈心悲心欢喜心大舍心救十方苦名是菩萨，无我相人相众生相寿者相离一切相即见如来”。背后为观音像。殿内西侧佛龛上题“伽蓝殿”，内祀关公，佛龛两旁对联为“风定寒潭水自平，尘消古镜光逾远”。殿内东侧佛龛上题“韦驮殿”，内祀韦驮，佛龛两旁对联为“金刚体童子心三洲悉感应，菩提智解脱德六时恒吉祥”。
- 东门：位于山门殿北侧，门外即灵光寺外东侧的登山道。

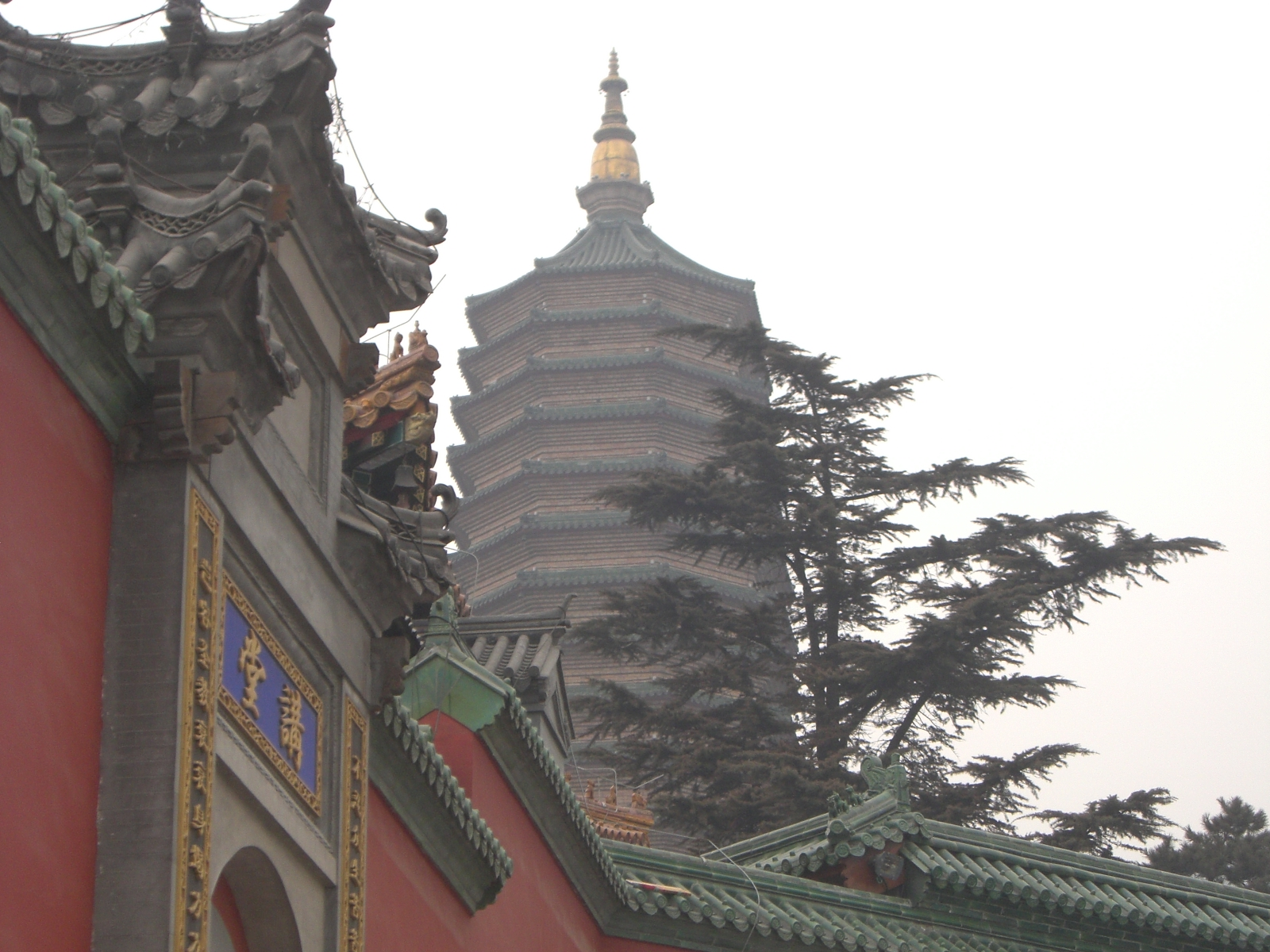
从讲堂门口远望佛牙舍利塔

- 讲堂：位于山门殿前高台阶地下，其门开在台阶外东北侧。门上悬“讲堂”匾额，两旁对联为“不忍众生苦苦口婆心心系群萌常宣讲，岂容圣教衰衰身竭力力挽狂澜遍法堂”。
- 玉佛殿：2000年中国佛教协会新建，位于佛牙舍利塔西南侧，坐西朝东，正对山门殿，覆黄琉璃瓦，门外悬“玉佛殿”匾额，对联为“愿门真广大苦海有缘皆渡去，化身遍法界宝筏无处不飞来”。殿内供奉三世佛，中间为玉制释迦牟尼佛像，南侧为阿弥陀佛。北侧的药师佛为缅甸联邦国家和平与发展委员会主席丹瑞大将及夫人、女儿于2010年9月8日（农历八月初一）恭献，佛前有缅甸文小石牌，殿外台阶下立石碑，当天还举行了大型法会。殿前有台阶。台阶下有石碑一通，上刻缅甸文和汉文，其中汉文为：

恭药师佛一尊
缅甸联邦国家和平与发展委员会主席丹瑞大将、夫人杜杰杰、女儿杜丹达瑞和全家恭献。
祝全世界人民身体健康！
- 菩提缘：位于玉佛殿西南，现开为“菩提缘”茶舍，殿前有台阶。此处南侧即金鱼池，中间有月亮门相通。东南侧即归来庵。
- 迎客厅：位于佛牙舍利塔东北侧，坐北朝南。厅外有月台，台下有一对镏金铜狮。厅外悬“迎客厅”匾额，两旁对联为“云中白鹤经过都是有缘客，林下清风归去何须别看山”。迎客厅有东西耳房，其中西耳房外悬郭沫若题“世界和平”匾额（该匾额原悬于山门殿后檐）。
- 方丈室：位于迎客厅西侧，接迎客厅西耳房。方丈室外悬“方丈”匾额。
- 五观堂：位于佛牙舍利塔北侧，方丈室西侧。堂外悬“五观堂”匾额，两旁对联为“一饭难忘佛祖恩，三餐常念农夫苦”。
- 卧佛殿：位于佛牙舍利塔东侧，山门殿北侧，坐东朝西。殿内陈列有许多大小不等的佛像，其中靠外正中为大肚弥勒佛像，内侧为巨大的释迦牟尼涅槃像。
- 客堂

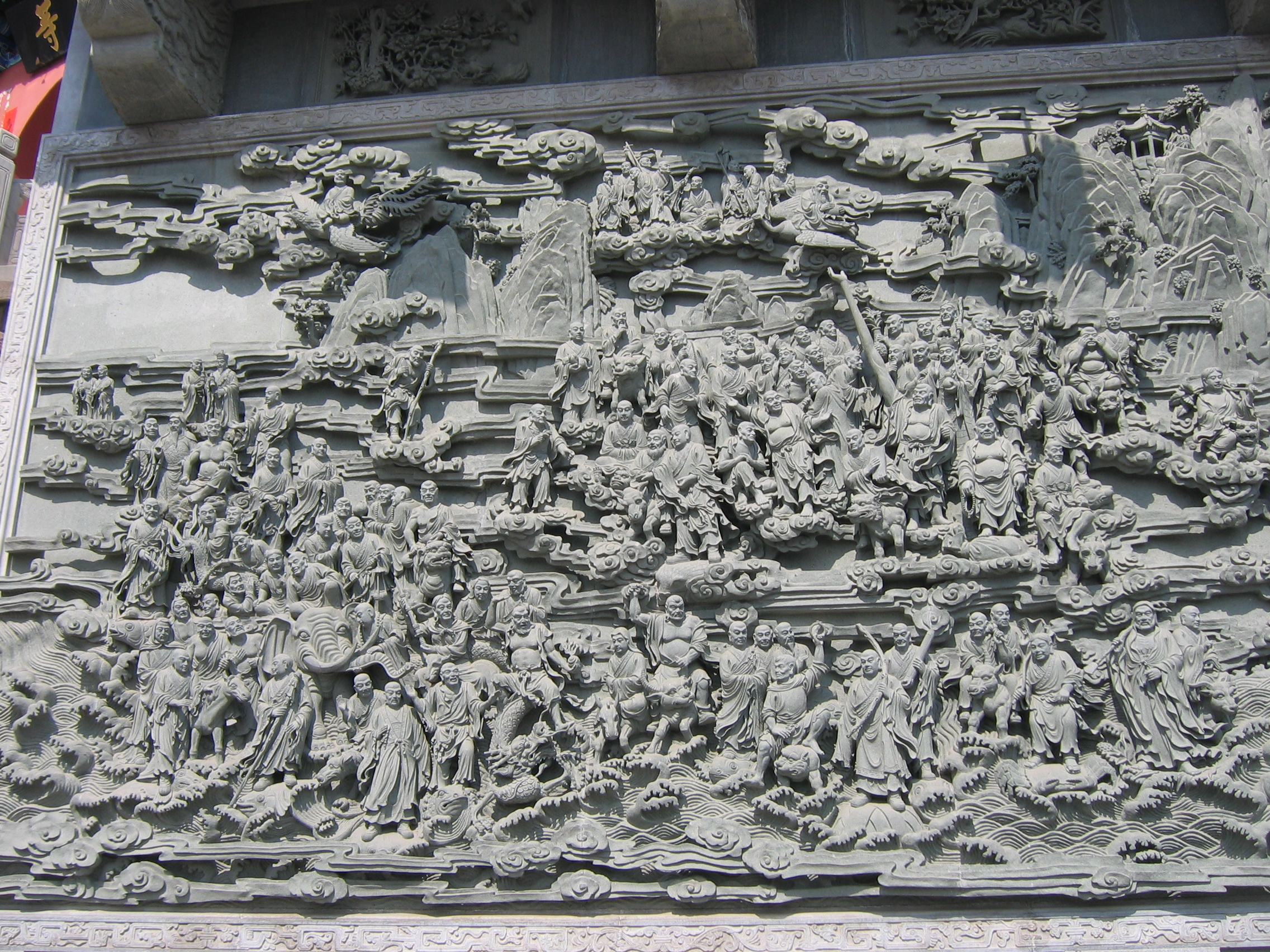
五百罗汉墙局部

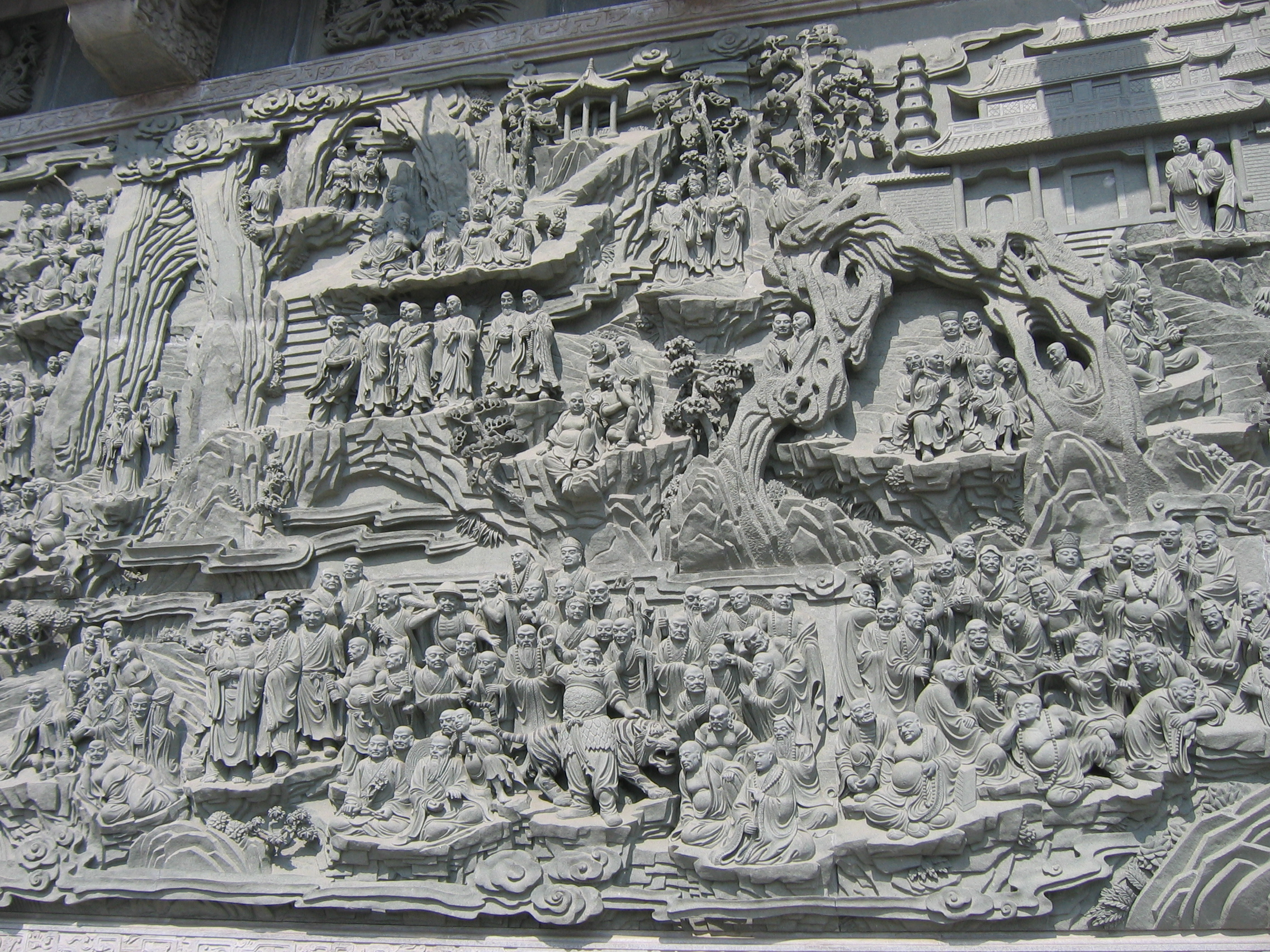
五百罗汉墙局部

- 龙王殿：位于佛牙舍利塔西侧，通向平等门的石阶下端，内祀龙王。
- 石阶：位于佛牙舍利塔西北侧，从佛牙舍利塔脚下通向北山顶。
- 般若波罗密多心经影壁：2000年中国佛教协会新建，2001年建成，位于佛牙舍利塔北侧山上。影壁高7米，宽30米，基座为花岗岩，墙面为青白石，顶部覆盖绿琉璃瓦。影壁上刻有赵朴初手书般若波罗密多心经。[12]影壁前有2011年5月5日越南社会主义共和国驻中华人民共和国特命全权大使阮文诗赠送的阿弥陀佛圣像一尊，当天在灵光寺举行了安奉仪式。[14]
- 五百罗汉墙：位于般若波罗密多心经影壁北侧山上。2004年初建成。墙高8.35米，宽25米，由花岗岩雕砌。墙上下分五层，底层为基座，顶层为廊檐，第二、四层为吉祥图案，第三层在中央，为五百罗汉浮雕像。[12]五百罗汉墙前，有斯里兰卡总统马欣达·拉贾帕克萨于2007年2月27日中斯建交50周年之际捐赠的定中佛（又称三昧佛，Samadhi），该像是公元3世纪斯里兰卡古都安努拉普拉三昧佛真身的仿品，2007年2月27日举行了捐赠暨开光法会。[15]
- 许愿台：位于五百罗汉墙所在平台的东端，为一现代亭式建筑，上覆绿琉璃瓦，内祀观世音菩萨像。
- 平等门：位于石阶顶端，门南侧悬“平等”匾额。门北侧悬“回头是岸”匾额，对联为“六根清净方为道，退步原来是向前”
- 许愿·还愿台：位于平等门内的平台东端，东临山崖，山崖下为地藏殿。许愿·还愿台为临时搭建的舞台式简易建筑，内祀三世佛。

### 金鱼池
金鱼池原为寺内的放生池。据说，金鱼池始建于清朝乾隆十六年（1751年），咸丰年间扩建并放养金鱼。传说慈禧太后在此观鱼，见到一条婴儿一般大的金鱼，乃封其为头领，慈禧太后命随侍太监将其捉住，并将自己的金耳环赐给金鱼，佩於鱼腮上。
金鱼池中原有的大金鱼，最长的有二尺多长，颜色以金红、墨菊的最多，此外还有银灰、彩斑等各色，甚至有几尾为天蓝色。游人以鱼饵投之，金鱼衔食後，抬头道谢。如今金鱼池中仍有许多各色金鱼。
金鱼池位于招仙塔塔基西侧，呈东西窄、南北长的长方形，池东为山。池西北有暗流常年注入池内。金鱼池院落的建筑有
- 水心亭：池上中央建有水心亭，背靠山壁，前有石桥与池东岸相连。水心亭上悬“水心亭”匾额，两侧对联为“松风荷月含泉簌，青石白云为枕屏”。
- 归来庵：位于金鱼池北端，为五楹丹漆大厅，厅东有长廊，连接东北侧的大悲院卧佛殿。厅西和山之间有墙连接，墙上开一月亮门。归来庵是端方被免职后的隐居之所。[12]今辟为“归来书苑”，为出售佛教书籍的书店。门外北侧悬“归来书苑”匾额，北侧对联为“田园松菊岂无意，魏阙江湖同此心”。
- 南配殿：位于金鱼池南端，现用于举办展览等活动。
- 观音像：池内北侧水中立有一汉白玉观音像。
- 明代古藤：位于金鱼池东侧，招仙塔塔基北侧。为明朝种植的古藤。[12]

### 大悲院
大悲院位于金鱼池院落的正东侧。自南向北分别为山门、千手千眼观音殿、卧佛殿。
- 山门
- 千手千眼观音殿：原称“大悲阁”，为大悲院的中心建筑。殿内原祀铜质千手千眼观音像，后毁于文化大革命，此后以木质观音像取代，该殿由此称为“观音殿”。2003年，新的千手千眼观音像开光法会举行，该殿成为“千手千眼观音殿”。千手千眼观音像背后为关公像。该殿前东西两侧各有一通石碑，石碑南侧各有一株古楸树。
- 卧佛殿：门外有一对铜麒麟。门上悬挂“卧佛殿”匾额。殿内供奉日本真如苑创始人伊藤真乘亲自雕刻的“释迦牟尼佛涅槃像”，为日本真如苑2009年赠送灵光寺供奉。2009年4月25日，在“中国人民争取和平与裁军协会”和国家宗教局协助下，灵光寺与日本真如苑在灵光寺共同举行了“释迦牟尼佛涅槃像开光法会”，日本真如苑苑主伊藤真聪和灵光寺方丈常藏法师率僧众在卧佛殿前共同为真如苑所赠“释迦牟尼佛涅槃像”开光。[16][17]
- 北门；位于卧佛殿东侧。
- 寮房：位于大悲院东西两侧，现为商业用房等。

### 塔院

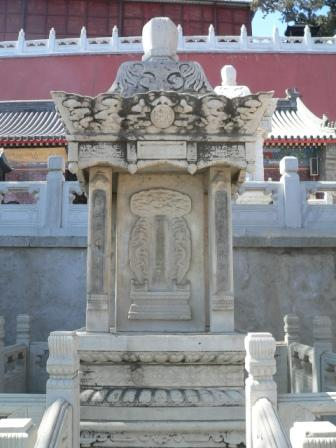
塔院内东北侧的灵塔。其后可见西北侧的灵塔，以及地藏殿。地藏殿后面的红色高台上为许愿·还愿台。

塔院位于佛牙舍利塔北山东麓，许愿·还愿台下方，坐西朝东。塔院内为1957年迁来的灵光寺三位住持的灵塔，以及释海圆像。塔院最高处为地藏殿。塔院及周边建筑有：
- 敕建灵光寺门：为灵光寺外东侧登山道上的红色大门，门额北侧刻有“敕建灵光寺”五个大字。
- 塔院门：位于敕建灵光寺门北侧，坐西朝东。门上悬“塔院”匾额。
- 二十四孝墙：位于塔院门两侧的院墙外侧，为二十四孝图的浮雕。
- 灵塔：共四座。分别位于地藏殿前台阶两侧，南北各两座。其中，北侧两座及东南侧一座形制相同，均为汉白玉制。西南侧一座为砖塔，为方形，顶上有五座小塔，其中四角各一塔，中心一塔。
- 海圆老和尚法像：位于西北侧灵塔的北侧，为一佛龛式建筑，额曰“海圆老和尚法像”，内祀释海圆像，两旁有对联“菩提本无树明镜亦非台，本来无一物何处惹尘埃”。
- 石碑：清朝道光年间的石碑一通，位于地藏殿前台阶北侧，释海圆像和西北侧灵塔之间。
- 地藏殿：2005年建成并开光，殿外悬挂“地藏殿”匾额，对联为“能於众生施无畏，普使世间得大明”。殿内正中供奉地藏菩萨，地藏菩萨两旁为十殿阎君。殿内左右两壁分别立有三尊判官像，地藏菩萨前立有侍者像。殿内共有五十余尊佛像及悬山浮雕等，均由北京徐悲鸿文化艺术中心的雕塑家胡彦林制作。[18]
- 灵塔：位于塔院门外山下，与塔院隔登山道相望，为覆钵式塔。眼光门内字迹已不可辨识。

### 圣安塔院
圣安塔院位于灵光寺以南，同灵光寺以山沟相隔。灵光寺住持释海山为八国联军炮击灵光寺时的住持。后将住持职位让给释圣安，支持释圣安重建灵光寺。灵光寺重建后不久，民国19年（1930年）释海山圆寂。灵光寺乃为其兴建塔院。民国二十四年（1935年），释圣安圆寂，寿数71岁，也葬于该塔院。
圣安塔院坐西朝东，门前有台阶。门上石额镌刻“圆明寂静”四字，上款为“中华民国拾有玖年岁次庚午四月初八日”，下款为“重兴灵光寺住持僧圣安建立”。院内有一座覆钵式塔，青白石制，高约8米，为释海山的灵塔。海山灵塔旁，有一塔略小于海山灵塔，为释圣安的灵塔。
圣安塔院作为“圣安和尚塔院”被列为北京市石景山区普查登记文物。2015年1月，北京市八大处公园管理处对八大处公园圣安塔院修缮项目施工招标。

### 韬光庵
韬光庵由灵光寺僧人纯一建造。纯一在此开观音洞，供奉观音菩萨，又在洞旁建了面壁山房、洗心禅室、竹溪草堂、放鹤亭等建筑，还立碑称，“韬光庵在灵光寺之西，翠微山之阳，有观音崖、甘露泉诸胜，为斯山真脉。凿石得古观音洞石额、白石莲花座。开山于己丑（1889年）仲春，落成于庚寅（1890年）。”光绪二十六年八月二十六日（1900年9月19日），八国联军炮轰八大处，毁灭了灵光寺、翠微寺、韬光庵等建筑。
民国五年（1916年）2月19日，王淑芳在灵光寺住持圣安、承恩寺僧人法安的帮助下，将铜佛自房山县的香光寺运到韬光庵，供奉在观音洞内，观音洞因而又称“铜佛洞”。《翠微山灵光洞安设佛位碑文》称，“内务府正黄旗下王女士淑芳者，善行卓著，有北宫女子之遗风，虔心事佛，辄来焚香，见（灵光）寺之西偏有石洞，每指而言曰：似此之清静幽邃，真福地洞天也，而佛像缺如，实为憾事。时法安来寺，因与本寺住持圣安进言曰：‘房山县韩继村香光寺有铜佛一尊，以庙宇倾颓，香火久断，移彼就此，事出两全，迎而供之，可乎？’士女遂欣然出囊金，嘱即舁佛像于此，装饰金身，奉安洞座，而常以香花供养焉。”
韬光庵遗址位于灵光寺金鱼池以西的山上，当地人俗称“三亩地”。该处原有观音洞、放鹤亭等。民国年间，在韬光庵旧址兴建了别墅“潜庐”，今存徐世昌所题“潜庐”碑。“潜庐”的主人为徐鼐霖。